# Helena Rakowska
Helena (Elena) Rakowska-Serafin (ur. 2 listopada 1882, zm. 4 listopada 1964 w Rzymie) – polska śpiewaczka, sopran dramatyczny. 
Wychowała się w Krakowie, śpiewu uczyła się w Wiedniu i włoskiej Genui. Debiutowała w Wiedniu w 1900 roku. Ze względu na dramatyczne właściwości głosu była szczególnie ceniona w partiach Wagnerowskich. Występowała w mediolańskiej La Scali, nowojorskiej Metropolitan Opera, Teatro Regio w Parmie, rzymskim Teatro Costanzi, Teatro Real w Madrycie oraz Teatro Liceu w Barcelonie.  
Od 1914 roku żona dyrygenta Tullio Serafina, mieli córkę Vittorię (1916-1985). Śpiewakiem był również jej brat, Nicola Rakowsky, ceniony w repertuarze Wagnerowskim. Giovanni Battista Meneghini wspomina ją w swojej książce My wife, Maria Callas, jako osobę, która poznała się na talencie wokalnym Marii Callas i która wspierała ją w debiucie w partii Izoldy. 
Występowała do roku 1930. Na scenie partnerował jej m.in. Adam Didur. 
Repertuar Heleny Rakowskiej:

- Amelia w Balu maskowym Verdiego,
- Basiliola w La nave Montemezziego,
- Brunhilda w Zygfrydzie Wagnera,
- Fedora Giordana,
- Francesca da Rimini Zandonai,
- Gioconda Ponchiellego,
- Helena Trojańska w Mefistofelesie Boita,
- Izolda w Tristanie i Izoldzie Wagnera,
- Kundry w Parsifalu Wagner,
- Laura w Giocondzie Ponchiellego,
- Małgorzata w Potępieniu Fausta Berlioza,
- Maria Magdalena Michettisa,
- Mimi w Cyganerii Pucciniego,
- Rachela w Żydówce Halêvy’ego,
- Santuzza w Rycerskości wieśniaczej Mascagniego,
- Selika w Afrykance Meyerbeera,
- Walentyna w Hugonotach Meyerbeera.